# Peter Sabroe
Rasmus Peter Sabroe (23. januar 1867 i Gødvad ved Silkeborg – 26. juli 1913 i Bramming) var en dansk journalist, politiker, og børnerettighedsforkæmper. Han var humanist, socialist og stærkt optaget af, at skabe mere retfærdighed og lighed i samfundet. Sabroe var søn af forpagter Anders Agerup Sabro (1823-1896) og Mette Marie Rasmussen (1841-1921).

## Familie
Peter Sabroe var søn af forpagter og handelsmand Anders Agerup Sabroe og Mette Marie Rasmussen. Som barn flyttede han med sine forældre fra Silkeborg til Aarhus, hvor hans farfar tidligere havde siddet i borgerrepræsentation. Peter Sabroes fætter gjorde, ligesom Peter Sabroe, karriere i Aarhus, hvor han var grundlægger af Thomas Ths. Sabroe & Co, der producerede kølemaskiner. Sabroe voksede op under meget fattige vilkår. Han skulle blandt andet samle kul på havnen, til hjemmets komfur.
Peter Sabroe blev i 1892 gift med Thyra Møller, der var datter af bankdirektør, kancellirådsmedlem og manufakturhandler P.F. Møller. Efter sigende fandt P.F. Møller ud af, at hans datter var blevet forlovet med Peter Sabroe gennem en notits i et af Københavns sladderblade. 
Sabroe og Thyra fik fire børn sammen. De fik Tage i 1893, Povl, Den Gyldenblonde kaldet, i 1897, Dagny i 1898 og Sven, Bro Brille kaldet, i 1906. Som regel havde de også plejebørn boende hos sig. Derfor lignede hjemmet ofte et børnehjem, da Sabroe tit havde nødstedte børn med hjem, når han havde været på besøg i forskellige hjem rundt i landet.
Peter Sabroes søn Povl udtalte:[kilde mangler]
”Man var som barn ikke rigtig glad ved at følges med ham på gaden. Så han en kusk bruge pisken for stærkt, eller var vognen læsset for tungt, greb han ind og overværede han et opgør mellem en fuld arbejder og hans forpinte kone, var Peter Sabroe løs. Så man håbede inderligt, når man var ude at spadsere med ham, at folk ville opføre sig ordentligt den dag”
Sabroes yngste søn, Sven Sabroe, fortæller i bogen ”Min mærkelige far” om mange episoder fra hjemmet i Århus, og fra tiden i København.  

## Liv og karriere
Sabroe kom som 14-årig i praktik som skomager i København. Sabroe droppede dog senere faget og blev i stedet journalist. Han blev journalist ved Randers Folkeblad i 1887 og flyttede til Demokraten i Aarhus i 1888, hvor han var redaktør 1895-1908. Herefter blev han redaktør af Kolding Socialdemokrat 1908-10 og medarbejder ved Social-Demokraten i København 1910-13.
Sabroe blev tidligt knyttet til den socialdemokratiske presse i Jylland. Han blev som meget ung interesseret i de sociale uretfærdigheder i samfundet, og var medlem af Socialdemokratiet og Karl Marx-klubben. Som journalist førte han en utrættelig kamp mod de usle vilkår på landet. 
Peter Sabroe døde ved en jernbaneulykke kaldet Bramminge-ulykken i 1913, da han var på vej til at holde et foredrag i Varde. Ved begravelse i Århus på Nordre Kirkegård,  deltog der ca. 40.000 mennesker. Han blev kun 46 år gammel.

### Børnenes ven
Peter Sabroe var samtidens mest kendte og omstridte menige folketingsmand. Grunden til dette var, at han på sine rejser rundt i landet afslørede de ofte forfærdende forhold, som forsømte børn og unge levede under. 
Som medlem af Tyendekommissionen afdækkede han misbrug af tjenestefolk på landet. Sabroe holdt også et vågent øje med børnehjem og opdragelsesanstalter. 
Ved en ulykke  juleaftensdag i 1898 i Skejby nord for Aarhus omkom fem landarbejderbørn ved kulilteforgiftning, idet forældrene var nødt til at efterlade dem alene hjemme. Sabroe tog herefter initiativ til at oprette Kong Christian IX's Børnehjem i Aarhus. Efter at børnehjemmet var flyttet, blev dets lokaler overtaget af Peter Sabroe Seminariet.

## Mindesmærker
Statuen af Peter Sabroe står i dag på Østbanetorvet i Århus. Statuen er blevet flyttet to gange i takt med byens udvikling. Først stod den på Park Allé, Vennelyst og endeligt til den endelige placering på Østbanetorvet. Det vides ikke, hvem den lille pige på statuen er, men hun bliver kaldt Lille Ellen. Lille Ellen var en pige, der kom fra et børnehjem i Skive. Sabroe mente, at børnehjemmets opdragelse var barbarisk på alle tænkelige måder. Deres metoder bestod både af tortur, mishandling og meget mere. Indsamlingen til statuen gav så mange penge, at der også blev oprettet en mindefond, som gav midler til Peter Sabroes børnehjem i Skive. Bygningerne blev senere overtaget af Skive Friskole.

Statuen blev afsløret d. 26. juli 1924 på 11-årsdagen for Sabroes tragiske død ved togulykken i Bramming. Statuen blev rejst i Park Allé. Til opførelsen af statuen deltog 10.000 mennesker. Hele 50.000 mennesker dukkede op til hans begravelse på Nordre Kirkegård i Århus. Hans gravsten blev udført af den danske billedhugger Elias Rasmussen Ølsgaard, som også lavede statuen. 
Peter Sabroe var børnenes ven og en stor frihedsforkæmper, og efter hans død blev man enige om at rejse en statue til ære for ham. Peter Sabroe blev kendt og anerkendt for sin indsats i en lang række sociale problemer, som i høj grad drejede sig om misrøgt og mishandling af børn og unge. Han arbejdede også for at afskaffe misbrug af f.eks tjenestefolk, forbedre forholdene på opdragelsesanstalter og børnehjem. Han var ikke altid diplomatisk i sin argumentation og måtte derfor affinde sig med voldsom kritik, bøder og fængselsdomme. Der blev derfor lavet en indsamling for at kunne lave statuen, der nu står på Østbanetorvet.
Mindestenen til ære for Peter Sabroe blev rejst i anledning af 100 årsdagen for ulykken, der kostede Peter Sabroe livet. Den 26. juli 1913 kørte et tog galt i en frygtelig ulykke ved Bramming. Hele 15 mennesker mistede livet, og en af dem var Peter Sabroe. En af dem som deltog i mindeceremonien, var Peter Sabroes oldebarn Peter Storm. 

### Børnehjem og seminarium
Juleaftensdag 1898 i Skejby, nord for Århus omkom fem børn fra fattige familier ved kulilteforgiftning, da forældrene blev nødt til at efterlade dem alene hjemme. Peter Sabroe hjalp med at samle penge ind til børnenes begravelser og rejse en mindesten til ære for børnene. Derefter begyndte han at tage hånd om mange andre børnesager og   var medvirkende til at Danmarks første børnelov blev vedtaget i 1905. 
Året efter børnelovens indførelse døde Kong Christian lX, og et byrådsudvalg blev nedsat til at udarbejde et forslag til, hvordan man kunne ære den afdøde konge og sætte ham et synligt minde. Udvalget, som også Peter Sabroe deltog i, indstillede, at man oprettede et børnehjem bærende Kong Chr. lX’s navn, hvilket byrådet godkendte.
Byrådet skænkede en grund til byggeriet i Finsensgade (senere omdøbt til  Peter Sabroes Gade) –  en placering man fandt hensigtsmæssig, da børnene skulle ud på landet, ud i den friske luft.
Bygningen er blevet bygget om og der er blevet bygget til flere gange. Børnehjemmet flyttede i 1965 til Reykjaviksgade, hvor det ligger endnu. 
I 1992 blev de tre uddannelser - Fritidspædagog, Børnehavepædagog og Socialpædagog - lagt sammen til een uddannelse: Pædagog. Det gav derfor ingen mening fortsat at kalde seminariet i Finsensgade 54 for Aarhus Socialpædagogiske Seminarium, og seminariets souschef, Hannibal Knudsen, foreslog navnet Peter Sabroe Seminariet, og det blev vedtaget.
Senere blev gadenavnet Finsensgade ændret til Peter Sabroes Gade.
Peter Sabroe børnehjemmet blev grundlag i Skive i 1919, og opkaldt efter Peter Sabroe. I 1991 blev det flyttet og bygningerne huser nu Skive Friskole. Børnehjemmet hedder i dag Familiecenter Sabroegaarden og ligger i et villaområde i udkanten af Skive. 

### Musical
Demokraten er en musical om Peter Sabroe. Musicalen havde premiere i 1996. Manuskriptforfatteren bag er Kim Sørensen. Musicalen omhandler Peter Sabroes liv, hans professionelle virke og private forhold. Specielt for musicalen er, at man får et indblik i Peter Sabroes personlighed. Man får et billede af en meget hjælpsom og loyal person, der sætter andres behov før sine egne.  
Musicalen har imidlertid mødt kritik for at tage for let på historiske og betydningsfulde skildringer, og i stedet fokusere på de følelsesmæssige aspekter af hans liv.  
Demokraten er senere blevet til en ny musical kaldet: 'Peter Sabroe - man skulle dø på en sommerdag'. Den nye udgave af musicalen er en forenkling af den første. Det, der er ændret er hændelsesforløbet som er kortet ned og som primært omhandler hans sidste tid.

### Film
Kampen mod uretten er en dansk spillefilm produceret af Nordisk Films Kompagni, instrueret af Ole Palsbo, komponeret af Kai Rosenberg og med manus af Leck Fischer. Filmen handler om Sabroe spillet af Mogens Wieth. I filmen ser man Sabroes liv udvikle sig da han møder Thyra, hans kommende hustru. Igennem hans karriere fokuserer han på at kæmpe for de svage børn der mishandles og konfrontationen med det borgerlige Danmark – Men kampen mod uretten bliver ikke let for Sabroe. Filmen havde premiere den 18. Marts 1949

### Peter Sabroe-prisen
Foreningen Børns Vilkår uddeler hvert år Peter Sabroe-prisen på 10.000 kr. til en eller flere personer eller et særligt initiativ, der på en særlig måde har gjort en indsats for børn i Danmark.